# 韓國民眾鬥爭團

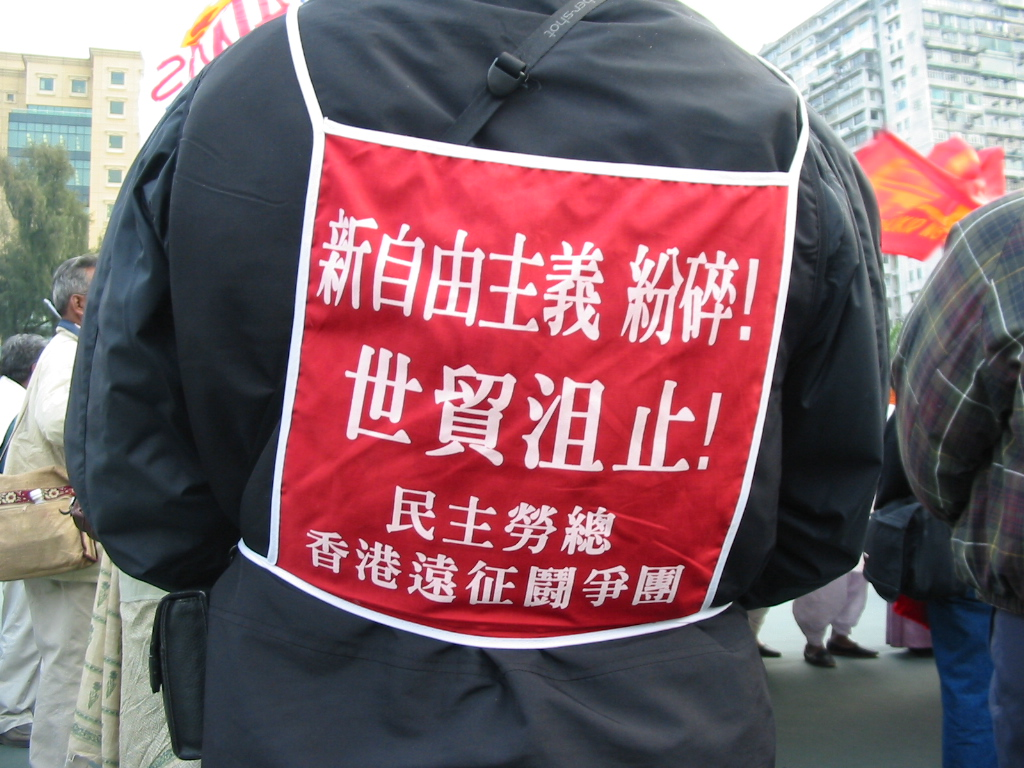
「韓國民主勞總」的口號

韓國民眾鬥爭團（：／）由韓國民主勞總、韓國勞總和民主勞動黨組成，是2005年世界貿易組織部長級會議時，前往香港示威的韓國工人所組成的組織。他們曾兵分多路要去香港灣仔會展（會議舉行地點）示威。
鬥爭團團長為梁暻圭（양경규），他在2005年12月17日的香港反全球化遊行衝突示威事件中被警方以非法集會罪拘捕。並於同年12月23日交由觀塘法院處理，後無罪釋放。